# Деца војводе Шмита
Деца војводе Шмита је југословенски филм из 1967. године. Режирао га је Владимир Павлович, који је написао и сценарио за филм.

## Радња
Радња филма се догађа у једном сиротишту неколико година након Другог светског рата где се ратна сирочад, сада већ адолесценти, суочавају са тиме да би један од њих могао бити дете ратног злочинца.

## Улоге
| Глумац                   | Улога |
| ------------------------ | ----- |
| Миодраг Андрић           |       |
| Фарук Беголи             |       |
| Слободан Ђурић           |       |
| Деса Дугалић             |       |
| Рената Фрeискорн         |       |
| Радмила Гутеша           |       |
| Јован Јанићијевић Бурдуш |       |
| Милан Јелић              |       |
| Ингрид Лотариус          |       |
| Зорка Манојловић         |       |
| Вера Милошевић           |       |
| Заим Музаферија          |       |
| Драган Николић           |       |
| Нада Шкрињар             |       |
| Растко Тадић             |       |
| Јосиф Татић              |       |
| Миливоје Томић           |       |
| Бисера Вукитић           |       |